# Brassempouy
Brassempouy (gaskonsko Brassempoi) je naselje in občina v francoskem departmaju Landes regije Akvitanije. Naselje je leta 2009 imelo 302 prebivalca.

## Geografija
Kraj leži v pokrajini Gaskonji 35 km jugovzhodno od Daxa.

## Uprava
Občina Brassempouy skupaj s sosednjimi občinami Amou, Argelos, Arsague, Bassercles, Bastennes, Beyries, Bonnegarde, Castaignos-Souslens, Castelnau-Chalosse, Castel-Sarrazin, Donzacq, Gaujacq, Marpaps, Nassiet in Pomarez sestavlja kanton Amou s sedežem v Amouju. Kanton je sestavni del okrožja Dax.

## Zanimivosti
- cerkev sv. Saturnina iz 12. stoletja.
- prazgodovinski najdišči - jami Galerie des Hyènes in Grotte du Pape, v slednji je bila leta 1892 najdena Brassempouyska Venera s še osmimi nedokončanimi človeškimi figurami.